# 디 애어츠테

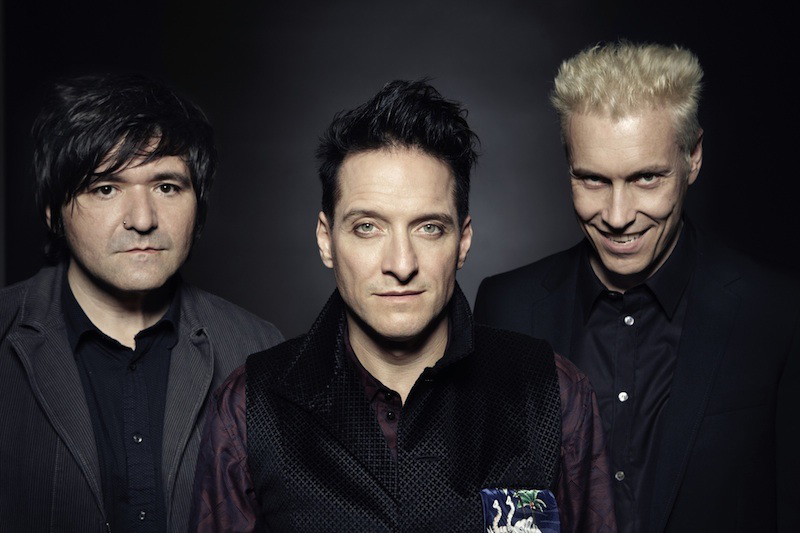
왼쪽부터 오른쪽으로: Rodrigo González, Bela B, Farin Urlaub (2012년)

디 애어츠테(Die Ärzte)는 베를린 출신의 독일의 록 밴드이다. 이 밴드는 14개의 스튜디오 음반을 발매했다. 기타리스트 Farin Urlaub, 드러머 Bela B, 베이스 연주자 Rodrigo González로 구성된다. 이들 모두 자신들의 곡을 직접 쓰고 공연한다.

## 디스코그래피
스튜디오 음반
- Debil (1984)
- Im Schatten der Ärzte (1985)
- Die Ärzte (1986)
- Das ist nicht die ganze Wahrheit... (1988)
- Die Bestie in Menschengestalt (1993)
- Planet Punk (1995)
- Le Frisur (1996)
- 13 (1998)
- Runter mit den Spendierhosen, Unsichtbarer! (2000)
- 5, 6, 7, 8 – Bullenstaat! (2001)
- Geräusch (2003)
- Jazz ist anders (2007)
- Auch (2012)
- Hell (2020)
- Dunkel (2021)